# Slovenske železnice

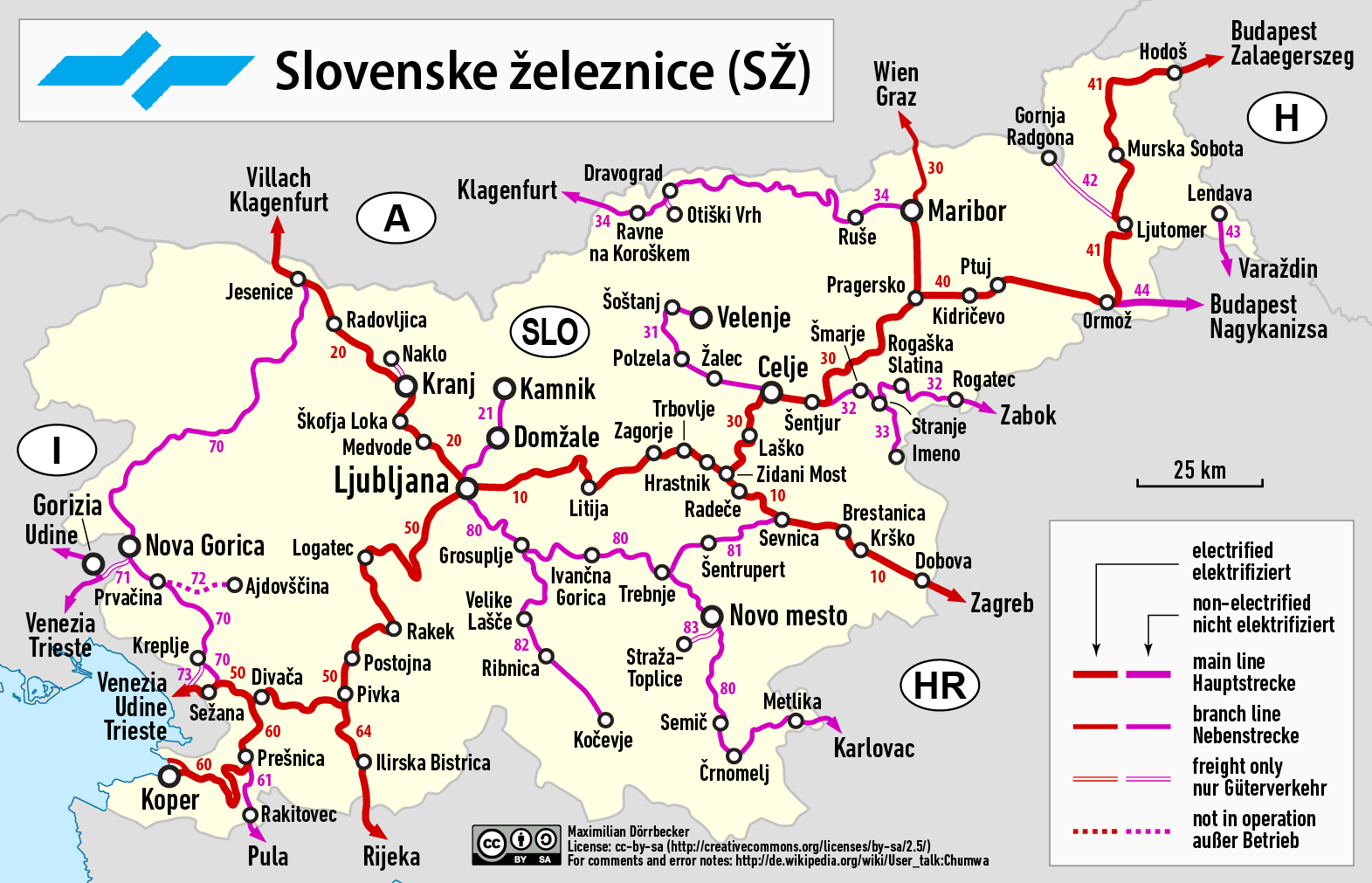

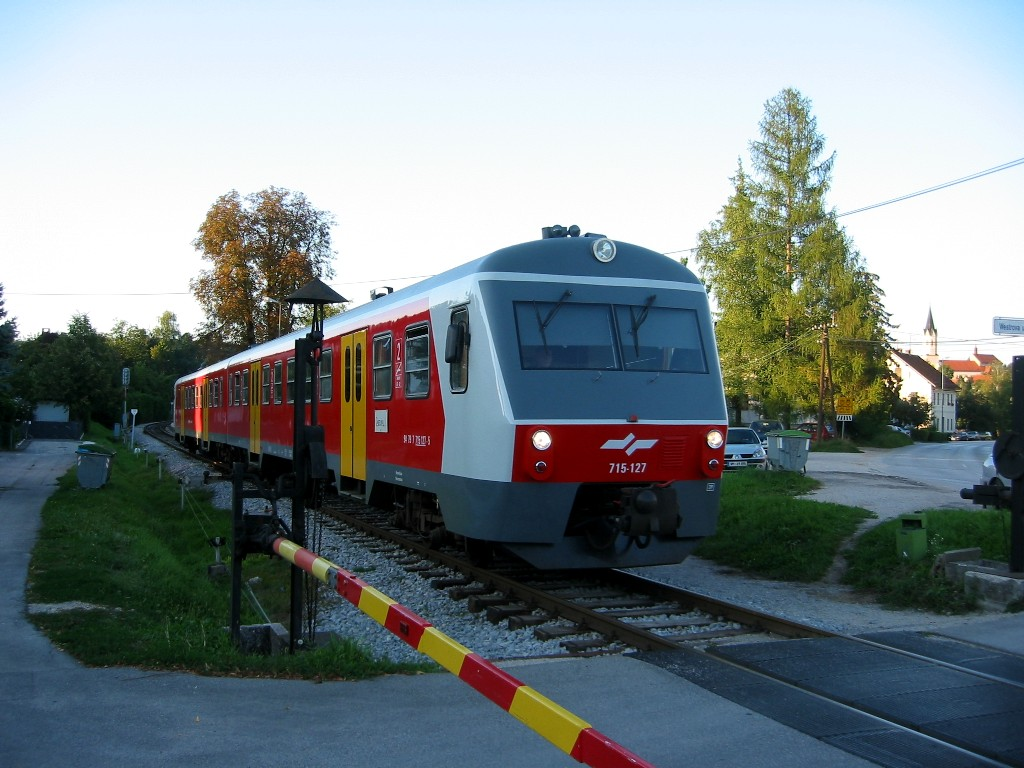
SŽ 715-127

SŽ (Slovenske železnice) este o societate feroviară de transport călători din Slovenia.

## Trenuri de pasageri

### Trenuri internaționale (MV-uri)
Trenurile MV (mednarodni vlak, în slovenă pentru tren internațional) sunt trenurile de calitate ale companiei care servesc în curse internaționale. Acestea nu se opresc la stații minore. De obicei trag după ele vagoane de pasageri de clasa întâi și a doua. Unele trenuri pot avea chiar și vagoane restaurant, cu toate ca acestea pot fi mai scumpe. 

### EuroNight (EN)
Trenurile  EN sunt trenuri internaționale peste noapte de înaltă calitate. Oferă vagoane de pasageri deschise sau compartimentate (clasa I și a II-a), vagoane cușetă și vagoane de dormit. Unele trenuri pot avea o vagoane restaurant. Suplimentul CE trebuie plătit pentru scaunele obișnuite și trebuie să se plătească un supliment suplimentar pentru locuri și vagoane de dormit. Unele trenuri EN utilizează prețuri „globale” cu o rezervare obligatorie.

### Trenuri regionale (RG) și locale (LP)
Trenurile RG și LP (Slovene pentru  lokalni potniški, tren local de pasageri) sunt trenuri care conectează toate întreaga țară. Ele servesc ca trenuri de navetă. Pe unele linii, acestea sunt singurul tip de trenuri disponibile, de exemplu liniile către Kamnik și Imeno. Trenurile oferă doar călătorii în clasa a II-a. De obicei, acestea sunt UME-uri și UMD-uri pe linii neelectrificate.

### Suplimente
În plus față de suplimentele pentru trenuri mai rapide, există și unul pentru biletele cumpărate în timpul călătoriei în loc de înaintea acesteia. Este stabilit la 2.50 € și nu este disponibilă reducere pentru copii, vârstnici, grupuri etc.

### Trenuri denumite
Multe dintre trenurile companiei au primit denumiri speciale, de cele mai multe ori inspirate de rutele lor. Unele exemple includ:
- IC 502 / 503 "Pohorje"
- IC 518 / 519 "Ptuj"
- IC 516 / 517 "Mura"
- IC 508 / 509 "Dana"
- EC 210 / 211 "Sava"
- EC 150 / 151 "Emona"
- EC 158 / 159 "Croația"
- EC 212 / 213 "Mimara"
- MV 498 / 499 "Lisinski"
- MV 246 / 247 "Citadella"
- MV 414 / 415 "Perlele Alpine"
- MV 480 / 481 "Opatija"
- MV 482 / 483 "Ljubljana"
- MV 1472 / 1473 "Istra"
- RG 1604 / 1605 "Istra"
- RG 600 / 601 "Soča"

### Foste trenuri deținute
Unul dintre fosturile trenuri deținute de SŽ a fost Casanova care lega Ljubljana de Veneția printr-un drum de patru ore. Acesta a fost scos din funcțiune în aprilie 2007. Ultima legătură feroviară cu Italia, trenul de noapte EN 440 / 441 "Venezia" care lega Budapesta de Veneția a fost scos din operație în decembrie 2011.

## Operatori de căi ferate
Pe lângă operatorul național feroviar din Slovenia, Adria Transport, primul operator cu acces deschis din Slovenia, dedicat transportului de mărfuri, mai operează și în rețeaua națională.